# Книги в Мифах Ктулху
Книги в «Мифах Ктулху» — вымышленные эзотерические книги и текстовые документы в произведениях Говарда Филлипса Лавкрафта, которые относятся к условному циклу «Мифы Ктулху». Лавкрафт часто вводил в свои произведения запретные книги и ссылался как на реально существующие, так и на полностью придуманные им книги. Основная литературная цель этих произведений — объяснить, каким образом персонажи пришли к оккультизму или эзотерике (знания, неизвестные широким массам). В отдельных случаях такие книги становились важным элементом сюжета. «Некрономикон», приписанный Лавкрафтом вымышленному арабскому автору Абдулу Альхазреду, является наиболее известным и часто упоминаемым из этих выдуманных книг. Запретные книги выглядят уместными разве что в самых жутких коллекциях, в соседстве с иными старинными томами, обтянутыми человеческой кожей. Оккультные фолианты и гримуары стоят на запыленных полках из темного дерева, в старинных кабинетах, в окружении невиданных реликвий. Сектанты, чья жизнь отмечена печатью запретного, используют эту древнюю литературу для свершения запретных ритуалов, суть которых повергает в ужас.
Традиция использования вымышленных мистических книг в литературе ужасов восходит к Эдгару Алану По. В его рассказе «Падение дома Ашеров» (1839) упоминается перечень книг из библиотеки Родерика Ашера, в котором приводятся названия как существующих, так и вымышленных произведений, — например, роман «Безумная печаль» сэра Ланселота Каннинга.
Самыми известными и наиболее цитируемыми книгами «Мифов Ктулху» являются тома, созданные в рамках объединения писателей, входящих в так называемый «Круг Лавкрафта»: Роберт Говард, Кларк Эштон Смит, Август Дерлет первыми начали использовать в своих произведениях ссылки и упоминания выдуманных книг их друзей-писателей — как дань уважения друг другу. В дальнейшем и другие авторы, продолжали лавкрафтовскую традицию — Роберт Блох, Генри Каттнер, Рэмси Кэмпбелл, Лин Картер, Брайан Ламли и другие — упоминали вымышленные книги в произведениях их предшественников и пополняли библиографию собственными изобретениями.
«Некрономикон», «Сокровенные культы», «Книга Эйбона», «Таинства червя» и «Культы гулей» — именно этот оригинальный список из пяти книг наиболее часто встречается в большинстве произведений Лавкрафта, а остальные упоминаются редко. Среди массива поздних постлавкрафтовских томов по значимости особо выделяются: «Откровения Глааки» Рэмси Кемпбелла и «Cthäat Aquadingen» Брайана Ламли. Лавкрафт заявил, что вымышленные книги создают «фон дурного правдоподобия» и определённую аутентичность сеттинга, составляя неотъемлемую часть общей мифологии.

## Классическая библиотека «Мифов Ктулху» Лавкрафта

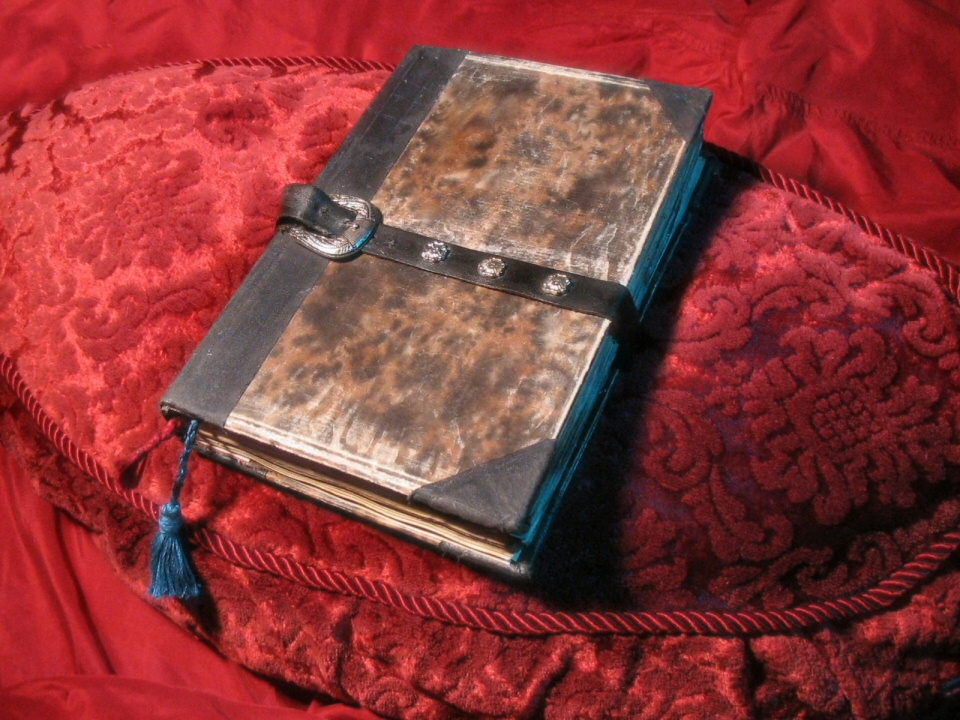
«Некрономикон»

Пять основных «запретных книг» из произведений Лавкрафта в качестве канонического списка книг:
1. «Некрономикон» (англ. «Necronomicon») Абдула Альхазреда — создатель Говард Филлипс Лавкрафт (1923).
2. «Сокровенные культы» (нем. «Unaussprechlichen Kulten») фон Юнцта — создатель Роберт Говард (1930).
3. «Книга Эйбона» (англ. «Book of Eibon») — создатель Кларк Эштон Смит.
4. «De Vermis Mysteriis» (лат. «Таинства червя») Людвига Принна — создатель Роберт Блох; латинское название придумал Лавкрафт.
5. «Cultes des Goules» (фр. «Культы гулей») графа д’Эрлетта — создатель Роберт Блох (1935).

## Дополнительные книги библиотеки «Мифов Ктулху» Лавкрафта
Шесть дополнительных «запретных книг», которые Лавкрафт упоминает единожды и без какого-либо описания, поэтому они не включены в общий перечень:
1. «Семь загадочных книг Хсана» (англ. Seven Cryptical Books of Hsan) — создатель Говард Филлипс Лавкрафт (1921).
2. «Книга Азатота» (англ. Book of Azathoth) — создатель Говард Филлипс Лавкрафт (1932).
3. «Культ Ктулху» (англ. The Cult of Cthulhu) Джорджа Гэммела Энджелла — создатель Говард Лавкрафт (1926).
4. «Liber-Damnatus» (лат. «Книга Проклятых») Ибн Шакабао, которой владел Джозеф Карвен — создатель Говард Филлипс Лавкрафт (1927).
5. «Коммориом» (англ. Commoriom) Кларкаш-Тона — создатель Говард Филлипс Лавкрафт (1930).
6. «Песнопения Дхол» (англ. Dhol Chants) — создатель Говард Филлипс Лавкрафт (1935).

## Текстовые артефакты Лавкрафта
Список основных текстовых артефактов, не являющихся книгами (каменные таблицы, фрагменты):
- «Пнакотические манускрипты» (англ. Pnakotic Manuscripts) — создатель Говард Филлипс Лавкрафт (1918).
- «Кирпичные цилиндры Кадатерона» (англ. Brick cylinders of Kadatheron) — создатель Говард Филлипс Лавкрафт (1919).
- «Текст Р’льех» (англ. R’lyeh Text), текстовые таблицы — создатель Говард Филлипс Лавкрафт (1926).
- «Грампластинка Генри Экли» аудиозапись — создатель Говард Филлипс Лавкрафт (1930).
- «Черный камень» (англ. The Black Stone), текстовый мегалит — создатель Говард Филлипс Лавкрафт (1930).
- «Чёрный монолит» (англ. The Black Monolith), текстовый мегалит — создатель Роберт Говард (1931).
- «Эльтдонские таблицы» (англ. Eltdown Shards), текстовые таблицы — создатель Ричард Ф. Сирайт (1935).
- «Таблички Нхинг» (англ. The Tablets of Nhing), текстовые таблицы — создатель Говард Филлипс Лавкрафт (1933).
- «Книга запретных знаний» (англ. The Book of Hidden Things), вымышленная книга, — создатель Говард Филлипс Лавкрафт и Уильям Ламли (1938).

## Последователи «Мифов Ктулху»
Список основных вымышленных книг, предложенных в оккультную библиотеку последователями «Мифов Ктулху»:
- «Пергаменты Пнома» (англ. Parchments of Pnom) — создатель Кларк Эштон Смит (1934).
- «Завет Карнамагоса» (англ. Testament of Carnamagos) — создатель Кларк Эштон Смит (1934).
- «Книга Скелоса» (англ. The Book of Skelos) — создатель Роберт Говард (1933).
- «Occultus» — создатель Роберт Блох (1935).
- «Чёрные обряды» (англ. The Black Rites) — создатель Роберт Блох (1935).
- «Daemonolorum» — создатель Роберт Блох (1936).
- «De masticatione Mortuorum in Tumulis» — создатель Роберт Блох (1936).
- «Комментарии о колдовстве» (англ. Commentaries on Witchcraft) Майкрофта Холмса — создатель Роберт Блох (1936).
- «Мифы первобытных народов в свете текста Р’льеха»[1] Лабана Шрусбери — создатель Август Дерлет (1944).
- «Ктулху в Некрономиконе» (англ. Cthulhu in the Necronomicon) Лабана Шрусбери — создатель Август Дерлет (1944).
- «Необъяснимые происшествия, имевшие место в новоанглийском Канаане»[2] — создатель Август Дерлет (1945).
- «О дьявольских заклинаниях, сотворённых в Новой Англии демонами в нечеловеческом обличье»[3] — создатель Август Дерлет (1945).
- «Призывание Дагона» (англ. Invocations to Dagon) — создатель Август Дерлет (1952).
- «Королевство теней» (англ. The Shadow Kingdom) — создатель Август Дерлет (1971).
- «Миры внутри миров» (англ. Worlds Within Worlds) — создатель Август Дерлет (1971).
- «Фрагменты Салено» (англ. Celaeno Fragments), текстовые таблицы — создатель Август Дерлет (1944).
- «Книга Дзян» (англ. Book of Dzyan) — создатель Август Дерлет (1957).
- «Книга Иода» (англ. Book of Iod) — создатель Генри Каттнер (1939).
- «Книга Карнака» (англ. The Book of Karnak) — создатель Генри Каттнер (1939).
- «Об отсылании души» (англ. On the Sending Out of the Soul) — создатель Генри Каттнер (1939).
- «Откровения Глааки» (англ. Revelations of Glaaki) — создатель Рэмси Кемпбелл (1964).
- «Псалмы Тарсиоида» (англ. Tarsioid Psalms) — создатель Рэмси Кемпбелл (1964).
- «Передача зрения» (англ. We Pass From View) Роланда Франклина — создатель Рэмси Кемпбелл (1973).
- «Фрагменты Г’харна» (англ. G'harne Fragments), текстовые таблицы — создатель Брайан Ламли (1969).
- «Хтаат Аквадинген» (нидерл. Cthäat Aquadingen) — создатель Брайан Ламли (1977).
- «Кодекс Нихарго» (англ. Nyhargo Codex, также Код Нихарго), текстовые таблицы — создатель Брайан Ламли (1977).
- «Отчёт Йохансена» (англ. The Johansen Narrative) — создатель Брайан Ламли (1980).
- «Скрижали Занту» (англ. Zanthu Tablets), текстовые таблицы — создатель Лин Картер (1971).
- «Писание Понапе» (англ. Ponape Scripture) — создатель Лин Картер (1975).
- «Свиток Морлока» (англ. The Scroll of Morloc) — создатель Лин Картер (1975).
- «Ghorl Nigral» — создатель Лин Картер (1980).
- «Псалмы Тарсиоида» (англ. Tarsioid Psalms) — создатель Гари Майерс (1970).
- «Книга Ночи» (англ. The Book of Night) — создатель Роберт Прайс (1998).
- «Тексты Чжоу» (англ. Zhou Texts) — создатель Джозеф С. Пулвер (1999).
- «Las Reglas de Ruina» (рус. Законы руин) — создатель Джозеф С. Пулвер (1999).
- «Тексты Чжоу» (англ. Zhou Texts) — создатель Джозеф С. Пулвер (1999).
- «Hydrophinnae» — создатель Карл Якоби (1962).
- «Dwellers in the Depths» — создатель Карл Якоби (1962).
- «Unter Zee Kulten» — создатель Карл Якоби (1962).
- «Книга Тсалал» (англ. The Book of Tsalal) — создатель Томас Лиготти (1994)
- «Книга К’юога» (англ. The Book of K'yog) — создатель Джон Глэсби и Август Дерлет (2001).

## Вымышленные художественные произведения
Список основных вымышленных художественных произведений, стихов, пьес, что упоминаются в «Мифах Ктулху»:
- «Письмена Акло» (англ. The Aklo Letters), текстовые пиcьмена — создатель Говард Филлипс Лавкрафт и Артур Мейчен (1904)[4].
- «Король в жёлтом» (англ. The King in Yellow), пьеса — создатель Роберт Уильям Чамберс (1895)[5].
- «Люди Монолита» (англ. The People of the Monolith), поэма Джастина Джеффри — создатель Роберт Говард (1930).
- «Чёрный монолит» (англ. The Black Monolith), древний венгерский мегалит — создатель Роберт Говард (1931).
- «Книга Тота» (англ. The Book of Thoth), вымышленная книга — создатель Говард Филлипс Лавкрафт и Хоффмана Прайса (1933).
- «Из древней страны» (англ. Out of the Old Land), поэма Джастина Джеффри — создатель Роберт Говард (1930).
- «Азатот и другие ужасы» (англ. Azathoth and Other Horrors), стихотворный сборник Эдварда Пикмана Дерби — создатель Говард Лавкрафт (1933).
- «В долине Пнат», «Звёздный сибарит», «Роющий землю», «Ступени склепа», «Шаггай» (англ. In the Vale of Pnath, The Feaster from the Stars, The Burrower Beneath, The Stairs in the Crypt, Shaggai), пять вымышленных произведений персонажа Роберта Блейка — создатель Говард Лавкрафт (1936).
- «Ночной страдалец» (англ. Night-Gaunt) — создатель Роберт Блох (1936).
- «Душа Хаоса» (англ. The Soul of Chaos) Эдгара Хенгайста Гордона — создатель Роберт Блох (1936).
- «Massa di Requiem per Shuggay», опера Беневенто Кьети Бордигеры — создатель Рэмси Кемпбелл (1964).

## Общий список книг в произведениях «Мифов Ктулху»
Список вымышленных и реально существующих книг, изданий, рукописей и текстовых артефактов, встречающихся в произведениях «мифов Ктулху».
| Содержание:                                                 |                     |
| А Б В Г Д Е Ё Ж З И Й К Л М Н О П Р С Т У Ф Х Ц Ч Ш Щ Э Ю Я |                     |
|                                                             | Ссылки — Примечания |

## А

### Азатот и другие ужасы

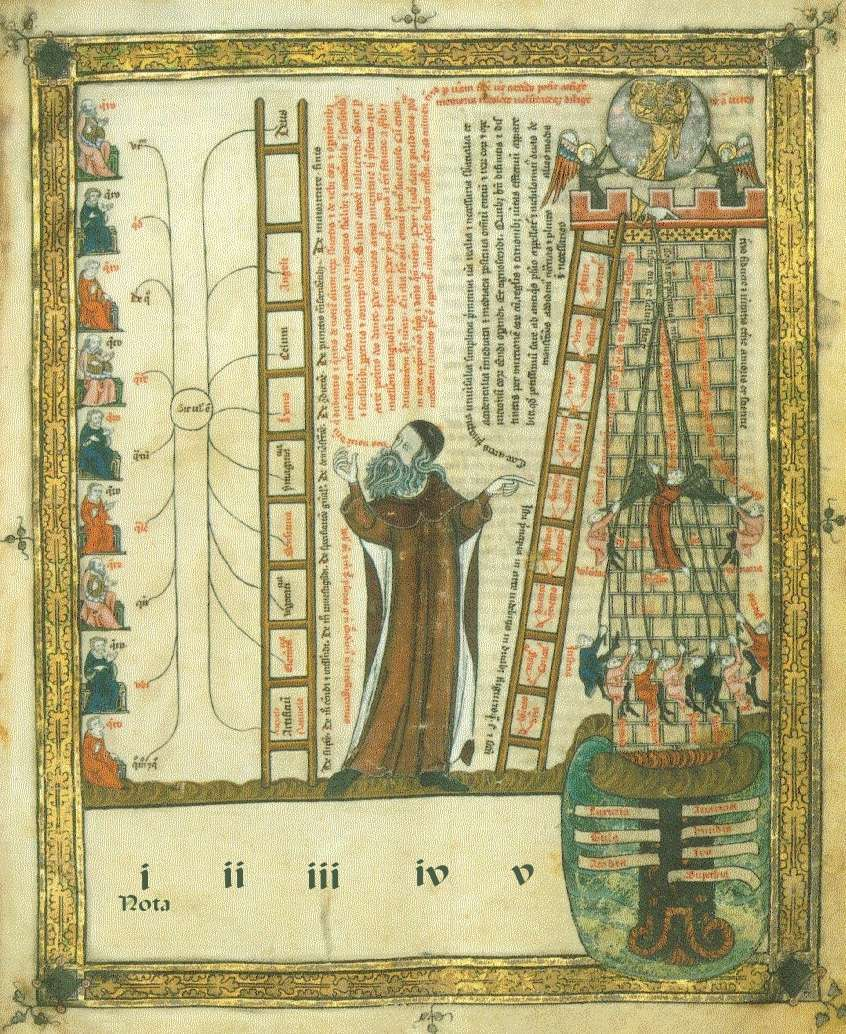
Иллюстрация из книги Раймунда Луллия «Ars Magna et Ultima» (XIII век)

- «Азатот и другие ужасы» (англ. Azathoth and Other Horrors) — вымышленный сборник «чёрных стихов» Эдварда Пикмана Дерби из рассказа Лавкрафта «Тварь на пороге» (1933). Также упоминается в следующих произведениях — Фриц Лейбер, рассказ «Глубинный ужас» (The англ. Terror from the Depths, 1976); Петер Кэннон (англ. Peter Cannon), рассказы — «Месть Азатота» (англ. The Revenge of Azathoth, 1995), «Дом Азатота» (англ. The House of Azathoth, 1996).

### Акло
- «Письмена Акло» (англ. The Aklo Letters) — вымышленный манускрипт. Язык Акло первые упоминается в рассказе Артура Мейчена «Белые люди» (1899). Лавкрафт пишет об Акло, как языке, на котором скандируют заклинания, в рассказеДанвичский ужас» (англ. The Dunwich Horror, 1929). Манускрипт упоминается в рассказе Лавкрафта и Уильяма Ламли «Дневник Алонзо Тайпера».

### Ars Magna et Ultima

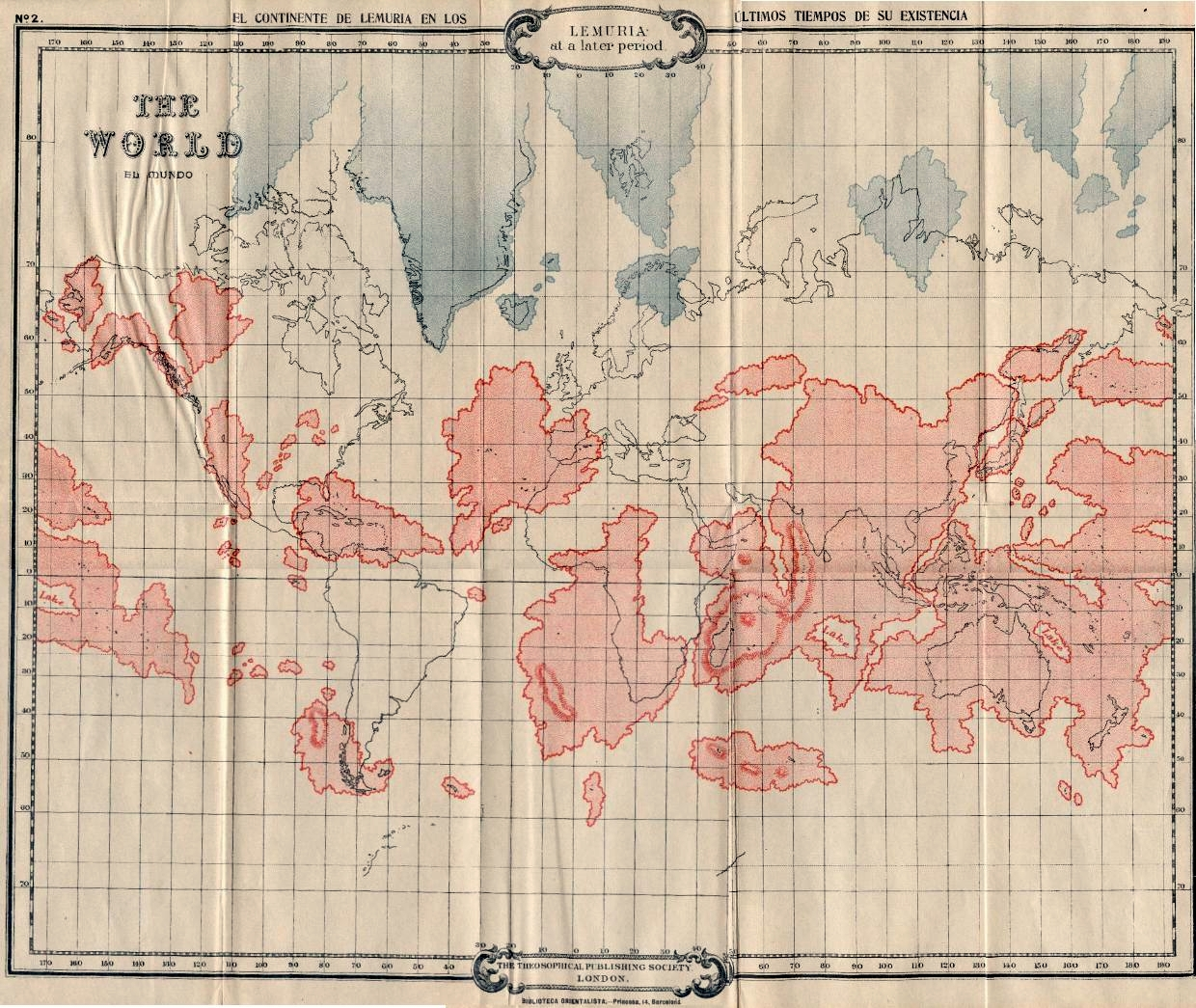
Карта из книги Уильяма Скотта-Эллиота «История Атлантиды и исчезнувшая Лемурия» (1896)

Основная статья: Ars Magna (Раймунд Луллий)
- «Великое и окончательное искусство» (лат. Ars Magna et Ultima) — реально существующая книга испанского учёного XIII века Раймунда Луллия, написана на латыни. В книге описываются принципы работы логической машины, заложившие основу создания современных вычислительных систем. «Ars Magna et Ultima» упоминается в романе Лавкрафта «Случай Чарльза Декстера Варда» (1927), также в рассказе Августа Дерлета «Козодои в Распадке» (англ. The Whippoorwills in the Hills, 1948).

### Атлантида и исчезнувшая Лемурия
- «Атлантида и исчезнувшая Лемурия» (англ. The Story of Atlantis and the Lost Lemuria) — реально существующая книга Уильяма Скотта-Эллиота, содержащая два псевдоисторических труда — «История Атлантиды» (1896) и «Исчезнувшая Лемурия» (1904). Упоминается в повести Говарда Лавкрафта «Зов Ктулху» (1926).

## В

### В долине Пнат
Основная статья: Роберт Харрисон Блейк
- «В долине Пнат» (англ. In the Vale of Pnath) — вымышленная мистическая повесть Роберта Блейка из произведения Лавкрафта «Обитающий во Тьме» (1936). Также, это название использовал Лин Картер в своём рассказе «In the Vale of Pnath» (1984).

### Век амфибий
- «Век амфибий» (англ. The Saurian Age) — вымышленная книга авторства Бэнфорта. Упоминается в рассказе Лавкрафта «Праздник» (англ. The Festival, 1925) и в рассказе Августа Дерлета «Единственный наследник» (англ. The Survivor, 1954).

## Г

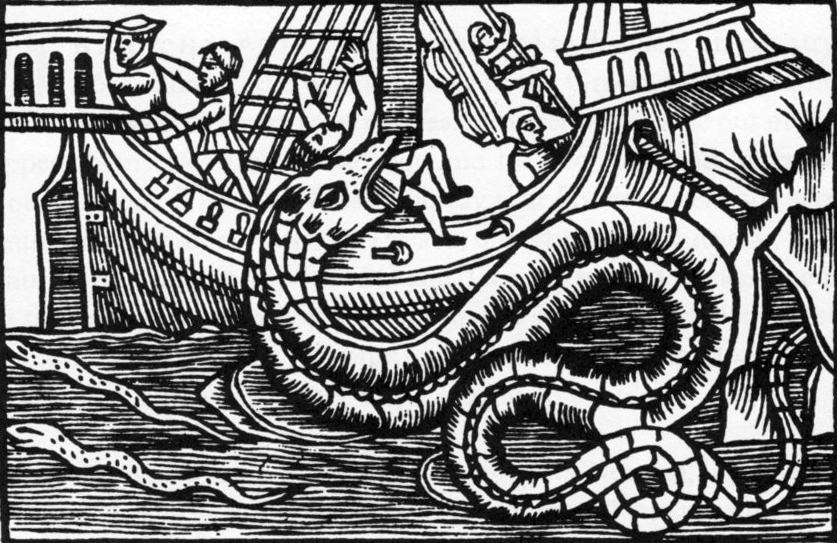
Морской змей. Иллюстрация из книги «Historia de gentibus septentrionalibus» Олафа Магнуса (1555)

### «Hydrophinnae»
- «Морской змей» (лат. Hydrophinnae) — вымышленная книга из рассказа Карла Якоби «Аквариум» (1962). Книга за авторством Гэнтли, представляет серию текстов, посвященных тайнам моря. Книга попала в коллекцию Горацио Лира, у которого было нездоровое увлечение моллюсками. В книге есть «одна из самых отвратительных и ужасных иллюстраций» морских чудовищ. Брайан Ламли часто упоминает книгу в рассказе «Дом над прудом» (англ. The House of the Temple, 1980) и других: она появляется в частных библиотеках, интересующихся «океаническими знаниями и легендами» — таких, как оккультист Титус Кроу («Имя и число», «Часы Де Мариньи»); Джулиан Карстерс из Суррея («Повелитель червей»); Гэвин МакГилкрист из Лотиана («Дом Храма»); Джейсон Карпентер из графства Дарем («Колокол Дагона»); и Джулиан Хотри («Вместе с Суртсеем»).

### Грампластинка Генри Экли
- Грампластинка Генри Экли — аудиозапись голосов представителей внеземной расы Ми-го и их агентов из рассказа Лавкрафта «Шепчущий во тьме» (1930)

### Ghorl Nigral
- «Книга ночи» (лат. Ghorl Nigräl) - вымышленная книга из произведений Лина Картера — повести «Ужас в галерее/Зот-Оммог» (1976) и рассказа «Мерзость из бездны» (англ. The Thing in the Pit, 1980). Она упоминается в "Книге Эйбона" и была украдена магом Зкаубой с планеты Яддит у дхол. Единственный экземпляр, по словам фон Юнцта, хранится в некоем странном монастыре в Китае.

## Д

### Daemonolatreia
- «Демонолатрия» (лат. Daemonolatreia, рус. Дьяволопоклонение, также Бестиолатрия) — реально существующая книга Ремигиуса, пособие для охотников на ведьм. Упоминается в рассказе Лавкрафта «Праздник» и «Ужас Данвича»; а также в рассказе «Единственный наследник» (англ. The Survivor, 1954) Августа Дерлета.

### Daemonialitas
- «Дьявольщина» (лат. Daemonialitas) — реально существующая книга[6] францисканского монаха и советника при Верховном трибунале римской инквизиции Людовика Марии Синистрари (1622—1701), содержащая описание сатанинских обрядов. Упоминается в рассказах Августа Дерлета «Комната с заколоченными ставнями», «Наследство Пибоди» (1959).

### Daemonolorum
- «Кнут дьявола» (лат. Daemonolorum) — вымышленная книга из рассказа Роберта Блоха «Тёмный демон» (англ. The Dark Demon, 1936).

### De furtivis Literarum Notis
- «О знаменитых тайных писаниях» (лат. De furtivis Literarum Notis) — реально существующая книга Джамбаттиста делла Порта (1563). Упоминается в рассказе Лавкрафта «Данвичский ужас» (англ. The Dunwich Horror, 1929).

### De Lapide Philosophico
- «Философский камень» (лат. De Lapide Philosophico) — реально существующая книга Иоганна Тритемия. Упоминается в романе Лавкрафта «Случай Чарльза Декстера Варда» (1927). Также встречается в рассказе Роберта Говарда и Августа Дерлета «Дом, окружённый дубами» (англ. The House in the Oaks, издан в 1971)..

### De masticatione Mortuorum in Tumulis
- «Мумификация трупов в могиле» (лат. De masticatione Mortuorum in Tumulis) — вымышленная книга из рассказа Роберта Блоха «Уродец» (англ. The Mannikin, 1936).

### Душа Хаоса
- «Душа Хаоса» (англ. The Soul of Chaos) — вымышленная книга Эдгара Хенгайста Гордона из рассказа Роберта Блоха «Тёмный демон» (англ. The Dark Demon, 1936).

### «Dwellers in the Depths»
- «Dwellers in the Depths» (рус. Обитатели глубин) — вымышленная книга из рассказа Карла Якоби «Аквариум» (1962). Книгу написал «Гастон Ле Фе, который, как довольно мягко сказано в предисловии, умер сумасшедшим».

## З

### Завет Карнамагоса

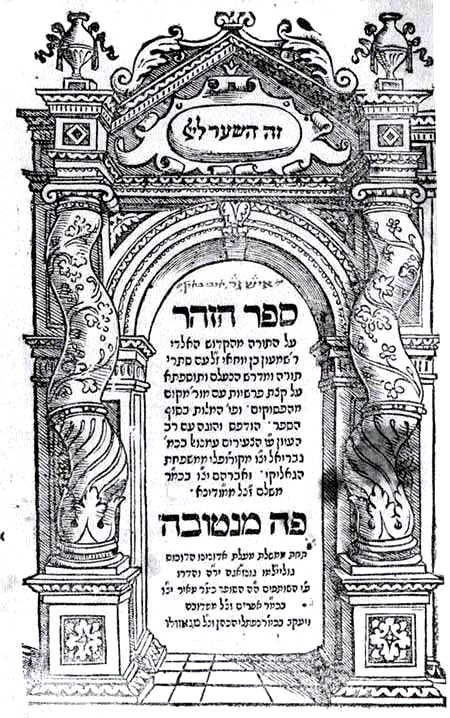
Титульный лист книги «Зоар» (1558)

- «Завет Карнамагоса» (англ. Testament of Carnamagos) — вымышленная древняя книга из цикла «Зотик», упоминается в рассказе Кларка Эштона Смита «Цитра» (англ. Xeethra, 1934).

### Звёздный сибарит
Основная статья: Роберт Харрисон Блейк
- «Звёздный сибарит» (англ. The Feaster from the Stars) — вымышленная мистическая повесть Роберта Блейка из произведения Лавкрафта «Обитающий во Тьме» (1936). Также, это название использовал Лин Картер в своём рассказе «The Feaster from the Stars» (1975).

### Зоар
- «Зоар» (англ. Zohar, ивр. ספר הזוהר‎, рус. Сияние) — реально существующая каббалистическая книга, написанная Шимоном Бар Йохаи во II веке н. э, включающая комментарии к Торе. Упоминается в романе Лавкрафта «Случай Чарльза Декстера Варда» (1927).

## И

### Из древней страны
- «Из древней страны» (англ. Out of the Old Land) — вымышленная иносказательная поэма Джастина Джеффри из рассказа Роберта Говарда «Тварь на крыше» (1932).

### Изыскания в некоторых районах Африки
- «Изыскания в некоторых районах Африки» (англ. Observations on the several parts of Africa) — вымышленная книга из рассказа Лавкрафта «Некоторые факты о покойном Артуре Джермине и его семье» (1920).

## К

### Кирпичные цилиндры Кадатерона
Основная статья: Кирпичные цилиндры Кадатерона
- «Кирпичные цилиндры Кадатерона» (англ. The Brick Cylinders of Kadatheron) — вымышленный текстовый памятник древней Британии, включающий таинственные хроники и оккультные трактаты. Упоминается в романе Брайана Ламли «Из глубины» (1984).

### Clavis Alchimiae
- «Ключ алхимии» (лат. Clavis Alchimiae) — реально существующая книга Роберта Фладда. Упоминается в романе Лавкрафта «Случай Чарльза Декстера Варда» (1927).

### Ключ мудрости

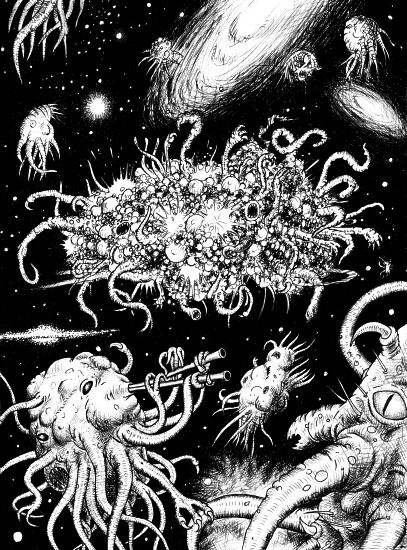
«Азатот». Иллюстрация Доминика Синьоре

- «Ключ мудрости» (англ. Key of Wisdom) — реально существующая книга Артефия. Упоминается в романе Лавкрафта «Случай Чарльза Декстера Варда» (1927).

### Книга Азатота
- «Книга Азатота» (англ. The Book of Azathoth) — вымышленная книга из рассказа Лавкрафта «Грёзы в ведьмовском доме» (англ. The Dreams in the Witch House, 1932). «Книга Азатота» является обязательным сакральным атрибутом апологетов демонов Азатота и Ньярлатотепа, в том числе используется в качестве гримуаров салемских ведьм (см. Кезия Мейсон). Человек должен трижды расписаться кровью в «Книге Азатота» — аналогично договору о продажи души. Возможно, даже это и есть та самая книга, о которой говорили жертвы испытаний на колдовство. Несмотря на то, что входит в число канонических томов Мифов Ктулху, «Книга Азатота» не смогла прижиться в сеттинге, не получила развития легенды и практически не цитируется последователями Лавкрафта, уступив своё место «Книге Эйбона» Смита. Дейвид Хенслер в рассказе «Грёзы в ведьмовском доме» (1995) пишет, что существует ещё одна «Книга Азатота», записная книжка со спиральным переплётом, содержащая длинные бессвязные рассуждения о природе вселенной, была найдена в гостиничном номере в Мидиумс-Гроув (Midium's Grove), Нью-Йорк. «Книга Азатота» фигурирует в комиксах Майкла Алана Нельсона калифорнийского издательства Boom! Studios в серии «Fall of Cthulhu».

### Книга Дзян
Основная статья: Тайная доктрина

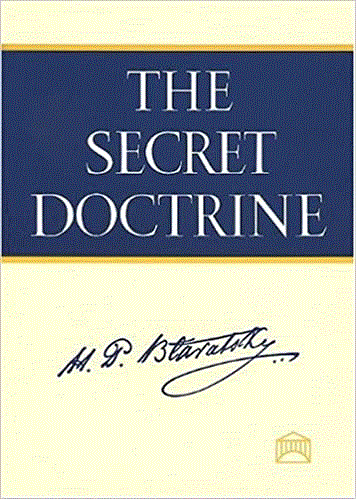
Труд Елены Блаватской «Секретная доктрина» (1895)

- «Книга Дзян» (англ. The Book of Dzyan) — вымышленная теософская книга, считающаяся древнейшей рукописью в мире. Якобы написана в Тибете на языке сензар. Единственным свидетельством существования "Станс Цзяна" является фундаментальная теософская работа русской исследовательницы-востоковеда Елены Петровны Блаватской «Тайная доктрина, синтез науки, религии и философии» (1888—1895), которая якобы является комментарием к ней. Лавкрафт упоминает ее в рассказах "Дневник Алонзо Тайпера" и "Скиталец тьмы". Лавкрафт пишет, что это книга древней мудрости, которая существует на более высоком духовном плане, где её могут найти психически чувствительные путешественники. Владыки Венеры принесли людям в Шамбале первые шесть глав этой книги, а до наших дней дошли лишь несколько переводов на китайском. Один раздел посвящен Печати Соломона, как одного из вариантов Знака Старцев (Elder Sign)[7].

### Книга запрений
- «Книга запретных знаний» (англ. The Book of Hidden Things) — вымышленная книга, упоминается в рассказе Лавкрафта и Уильяма Ламли «Дневник Алонзо Тайпера» (англ. The Diary of Alonzo Typer, 1938).

### Книга Иода
- «Книга Иода» (англ. The Book of Iod) — вымышленная книга Генри Каттнера, которая появляется в рассказе «Колокола ужаса» (англ. Bells of Horror, 1939). Это главный гримуар в ранних Мифах Каттнера, как источник информации о Великом Древнем Иоде. Книгу написал Хат-Наха на "Древнем Языке" (смесь древнегреческого и древнеегипетского). Позже Иоганн Негус (Johann Negus) опубликовал сокращённый латинский перевод, что хранится в библиотеке Хантингдона в Сан-Марино, Калифорния[8].

### Книга Карнака
- «Книга Карнака» (англ. The Book of Karnak) — вымышленная книга из рассказов Генри Каттнера. Включает оккультные знания. Судя по названию, она может состоять из ритуалов, взятых из египетского храмового комплекса Карнак. Книга также содержит информацию об Иоде, Охотнике за Душами (Iod, the Hunter of Souls).

### Книга К’юога
- «Книга К’юога» (англ. The Book of K'yog) — вымышленная книга из рассказа Августа Дерлета и Джона Глэсби «Footsteps Far Below» (2001) и рассказа Джона Глэсби "The Old One" и "The Haunting of Uthnor". Книга, была древней даже в эпоху Эйбона. В книге говорится о том, как Тсатоггуа был доставлен на Землю с Юггота инопланетными существами, которые построил город, находящийся сейчас под водой.

### Книга Ночи
- «Книга Ночи» (англ. The Book of Night) — вымышленная книга из рассказа Роберта Прайса. Появляется в «Аннотации к Книге Ночи», Прайса. Также именуется Дневник ночных проишествий Визураноса (англ. Noctuary of Vizooranos). Опасная работа по некромантии, написанная гиперборейским колдуном Визураносом. Эйбон - единственный, кто, как известно, видел копию, и он быстро избавился от неё.

### Книга Скелоса
- «Книга Скелоса» (англ. The Book of Skelos) — вымышленная книга из рассказа Роберта Говарда. Гримуар, написанный слепым мудрецом Скелосом, хотя некоторые приписывают его колдунам змеелюдей из Валузии. В Хайборийскую эпоху существовало только три экземпляра, и ни один из них не сохранился. Все маги Хайбории жаждали этой книги, потому что в ней содержится информация об артефакте под названием "Рука Нергала" (Hand of Nergal) и острове, где она спрятана.

### Книга Тота
- «Книга Тота» (англ. The Book of Thoth) — вымышленная книга в рассказе Лавкрафта и Хоффмана Прайса «Врата серебряного ключа» (англ. Through the Gates of the Silver Key, 1931). Хоффман Прайс упоминает книгу в «The Lord of Illusion» (1982). Книга также упоминают последователи Мифов Ктулху. Ричарда Тирни упоминает книгу в романе «Ветры Зарра» (англ. The Winds of Zarr, 1975). Книга, предположительно написанная Тотом, египетским богом мудрости и магии. По другой версии автор Тот-Аммон, могущественный стигийский колдун и жрец Сета. Книгу сохранил первосвященник Египта в храме в Александрии. Римский император Калигула вывез эту книгу из Египта для собственных экспериментов, но она была уничтожена незадолго до его смерти. Известно, что Абдул Альхазред ознакомился с другим экземпляром, и ещё копии могут существовать в тибетских монастырях, но никто посторонний не видел эту книгу в течение многих лет. В "Книге Тота" говорится про сущность, известную как Тавил ат'Умр (Tawil at'Umr) и об истории Хайбории. Книга содержит заклинание, дарующее жизнь мёртвым (временно), обширные астрономические данные, намёки на природу Нгир-Хората (Ngyr-Khorath) и тайну сотворения человечества. Третий том книги посвящён открытию врат в Иные миры. Одно из заклинаний, - Обряд Мерзости (Rite of Abomination), который якобы может погрузить мир во тьму.

Существует настоящая книга Тота о древнеегипетской мифологии — это название дали многим древнеегипетским текстам, предположительно написанным Тотом, египетским богом письма и знаний, которого изображают в виде павиана. Также существует оккультная Книга Тота Алистера Кроули о колодах Таро. Термин используют в разных смыслах, хотя в Мифах Ктулху это реальный текст. Запретную книгу не следует путать с одноименным трактатом Таро.

### Книга Тсалал
- Книга Тсалал (англ. The Book of Tsalal) — книга обрядов поклонения Тсалалу, божеству тьмы и мрака. Оставляет потомков, рожденных под знаком Тсалала, известных как Семя апокалипсиса. В культе «Избранные Тсалала» ему исполняют обряды жертвоприношения, каннибализма и зачатия семя тьмы. В молитве говорится: Благословенно будет семя навечно посеянное во тьме. Содержит несколько последовательных ритуалов Тсалала, которые готовят избранных к самопожертвованию. В книге описаны ритуалы призыва Тсалала и те перемены, что происходят в людях, а также окружающих предметах, у которых мы считаем, что есть формы. Появляется в рассказе «Тсалал» (англ. Tsalal, 1994) Томаса Лиготти.

### Книга Эйбона
Основная статья: Книга Эйбона
- «Книга Эйбона» (англ. The Book of Eibon — вымышленная книга включающая собрание текстов гиперборейца Эйбона, один из главных сакральных томов Мифоса. Содержит информацию о божестве Тсатхоггуа. Придумана Кларком Эштоном Смитом. Впервые упоминается в рассказе Лавкрафта «Грёзы в ведьмовском доме» (январь-февраль 1932 года) и в рассказе Смита «Зверь Аверуана» (англ. The Beast of Averoigne, 1932). Также упоминается более, чем в 30 произведениях различных авторов.
- «Liber Ivonis» (рус. Книга слоновой кости) — позднее латинское издание «Книги Эйбона».
- «Livre d’Eibon» — позднее французское издание «Книги Эйбона», автор перевода Гаспар дю Норд.

### Кодекс Нихарго
- «Кодекс Нихарго» (англ. Nyhargo Codex, также Код Нихарго) — вымышленный манускрипт. Упоминается в произведениях Брайана Ламли, вошедших в сборник «Мифы Ктулху» (англ. The Taint and Other Novellas, 2007) — рассказ «Ужас в Оукдине» (англ. The Horror at Oakdeene, 1977).

### Комментарии о колдовстве
- «Комментарии о колдовстве» (англ. Commentaries on Witchcraft) — вымышленная книга Майкрофта Холмса (брат Шерлока Холмса) из рассказа Роберта Блоха «Уродец» (англ. The Mannikin, 1936).

### Комментарии к Некрономикону
- «Оригинальные примечания Йоахима Фири к Некрономикону» (англ. Joachim Feery's Original Notes on the Necronomicon) — вымышленная книга. Упоминается в повести Брайана Ламли «Дом над прудом» (англ. The House of the Temple, 1980).

### Коммориом
- «Коммориом» (англ. Commoriom) — вымышленная книга верховного жреца Атлантиды Кларкаш-Тона, представляет собой цикл гиперборейских мифов о Тсатхоггуа. В дальнейшем послужила основой для Книги Эйбона. Упоминается в рассказе Лавкрафта «Шепчущий во тьме» (1930).

### Королевство теней
- «Королевство теней» (англ. The Shadow Kingdom, дат. Skyggen kongerige) — вымышленная книга на датском языке из библиотеки ван Гугстратена, обнаруженная Джоном Кированом в заброшенном датском поместье в городке Старый Датчтаун (штат Нью-Йорк). Упоминается в рассказе Роберта Говарда и Августа Дерлета «Дом, окружённый дубами» (англ. The House in the Oaks, издан в 1971).

### Король в жёлтом
Основная статья: Король в жёлтом

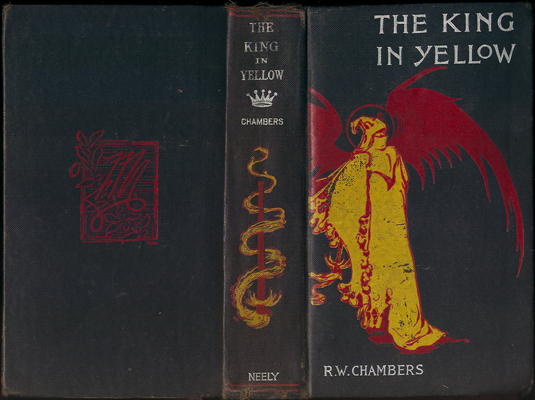
Книга Роберта У. Чемберса «Король в жёлтом», издание 1895 года

- «Король в жёлтом» (англ. The King in Yellow) — загадочная английская пьеса, запрещённая к постановке по распоряжению лондонской полиции. Написана неизвестным автором в 1889 году, который вскоре покончил жизнь самоубийством. Все актёры-исполнители ролей в этой пьесе сходят с ума ко второму акту, либо подвергаются сверхъестественным несчастным случаям. Впервые упомянута в рассказе Роберта У. Чемберса «Жёлтый знак» из его сборника «Король в жёлтом» (1895). Одна из наиболее почитаемых Лавкрафтом историй, в дальнейшем включённая им в массив мифологии Ктулху и неоднократно цитируемая, например в рассказе «Шепчущий во тьме» (1930).

### Криптографика
- «Криптографика» (нем. Kryptographik) — реально существующая книга на немецком языке. Упоминается в рассказе Лавкрафта «Данвичский ужас» (англ. The Dunwich Horror, 1929).

### Cryptomenysis Patefacta
- «Дешифровка тайнописи» (лат. Cryptomenysis Patefacta) — реально существующая книга Джона Фалькона. Упоминается в рассказе Лавкрафта «Данвичский ужас» (англ. The Dunwich Horror, 1929).

### Кто обитает в потустороннем мире?
- «Кто обитает в потустороннем мире?» (англ. What Lies Beyond?) — вымышленная книга на датском языке из библиотеки ван Гугстратена, обнаруженная Джоном Кированом в заброшенном датском поместье в городке Старый Датчтаун (штат Нью-Йорк). Упоминается в рассказе Роберта Говарда и Августа Дерлета «Дом, окружённый дубами» (англ. The House in the Oaks, издан в 1971).

### Ктулху в Некрономиконе
- «Ктулху в Некрономиконе» (англ. Cthulhu in the Necronomicon) — книга профессора Лабана Шрусбери из рассказа Августа Дерлета «Дом на Кервен-стрит» (англ. The House on Curwen Street, 1944).

### Культ ведьм в Западной Европе
- «Культ ведьм в Западной Европе» (англ. The Witch-Cult in Western Europe) — реально существующий антропологический первоисточник за авторством Маргарет Алисы Мюррей (1921). Книга посвящена изучению феномена средневековых ведьм: автор предполагает, что за ведьмовскими культами и шабами крылось тайное поклонение Матери-Земле, богине плодородия, причем символом подобного культа являлся Рогатый бог, ошибочно принимавшийся за Сатану. Упоминается в произведениях Говарда Лавкрафта — повесть «Зов Ктулху» (1926) и рассказ «Кошмар в Ред-Хуке» (1927).

### Культ Ктулху
- «Культ Ктулху» (англ. The Cult of Cthulhu) — вымышленная рукопись Джорджа Гэммела Энджелла, профессора Браунского университета в Провиденсе. Упоминается в повести Лавкрафта «Зов Ктулху» (1926).

### Cultes des Goules
Основная статья: Cultes des Goules
- «Культы Гулей» (фр. Cultes des Goules, англ. Cults of Ghouls, рус. Культы трупоедов) — вымышленная магическая книга французского графа Франсуа-Оноре Бальфура Д’Эрлета, одна из основных чёрных книг мифоцикла Ктулху. Придумана Робертом Блохом в 1935 году.

## Л

### Las Reglas de Ruina
- «Законы руин» (лат. Las Reglas de Ruina) — вымышленная книга испанского монаха XVI века Филиппа Наваррского, написана в 1520 году. Книга содержит детальное предсказание о грядущем пробуждении Ктулху. Упоминается в рассказе Джозефа С. Пулвера «Апологет кошмара» (англ. Nightmare's Disciple, 1999).

### Lemegeton

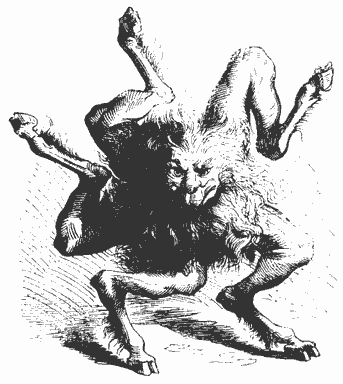
Иллюстрация из «Лемегетона» (демон Буер)

Основная статья: Малый ключ Соломона
- «Лемегетон» (лат. Lemegeton, также «Малый ключ Соломона») — реально существующая книга, один из наиболее известных гримуаров, содержащих сведения о христианской демонологии. Упоминается в повести Брайана Ламли «Дом над прудом» (англ. The House of the Temple, 1980).

### Liber-Damnatus
- «Книга Проклятых» (лат. Liber-Damnatus) — вымышленная оккультная книга Ибн Шакабао, которой владел Джозеф Карвен. Упоминается в романе Лавкрафта «Случай Чарльза Декстера Варда» (1927), также в повести Брайана Ламли «Дом над прудом» (англ. The House of the Temple, 1980).

Карвен нашел слова призывающие Йог-Сотота и узрел сей лик, о коем говорит Ибн-Шакабао: И ОН упомянут в IX псалме в его "Книге Проклятых", что содержит ключ. Когда Солнце перейдет в пятый дом, а Сатурн окажется в благоприятном положении, начерти пентаграмму огня и трижды произнеси IX стих. Повторяй сей стих каждый раз в Страстную Пятницу и в канун Дня Всех Святых, и предмет сей зародится во Внешних сферах. И из семени Древнего возродится «Тот, кто заглядывает в Прошлое», хотя и не ведает что ищет.

### Liber Investigationis
- «Книга исследований» (лат. Liber Investigationis) — реально существующая книга Аль-Джабера. Упоминается в романе Лавкрафта «Случай Чарльза Декстера Варда» (1927).

### Liber Miraculorum
- «Книга чудес святой веры» (англ. Liber Miraculorum Sanctae Fidis) — реально существующая книга священника Эрве Клервосского написанная в 1178—1180 годах. Упоминается в повести Брайана Ламли «Дом над прудом» (англ. The House of the Temple, 1980).

### Люди Монолита
Основная статья: Люди Монолита
- «Люди Монолита» (англ. The People of the Monolith) — вымышленная иносказательная сомнамбулическая поэма Джастина Джеффри из рассказа Роберта Говарда «Чёрный камень» (1931). В поэме рассказывается о вымышленном культе Чёрного Камня, точнее, его властелина — Ксултлана, затерянном где-то в труднодоступных горных районах Венгрии. Стихи в поэме вызывают безумие.

## М

### Мадьярский фольклор

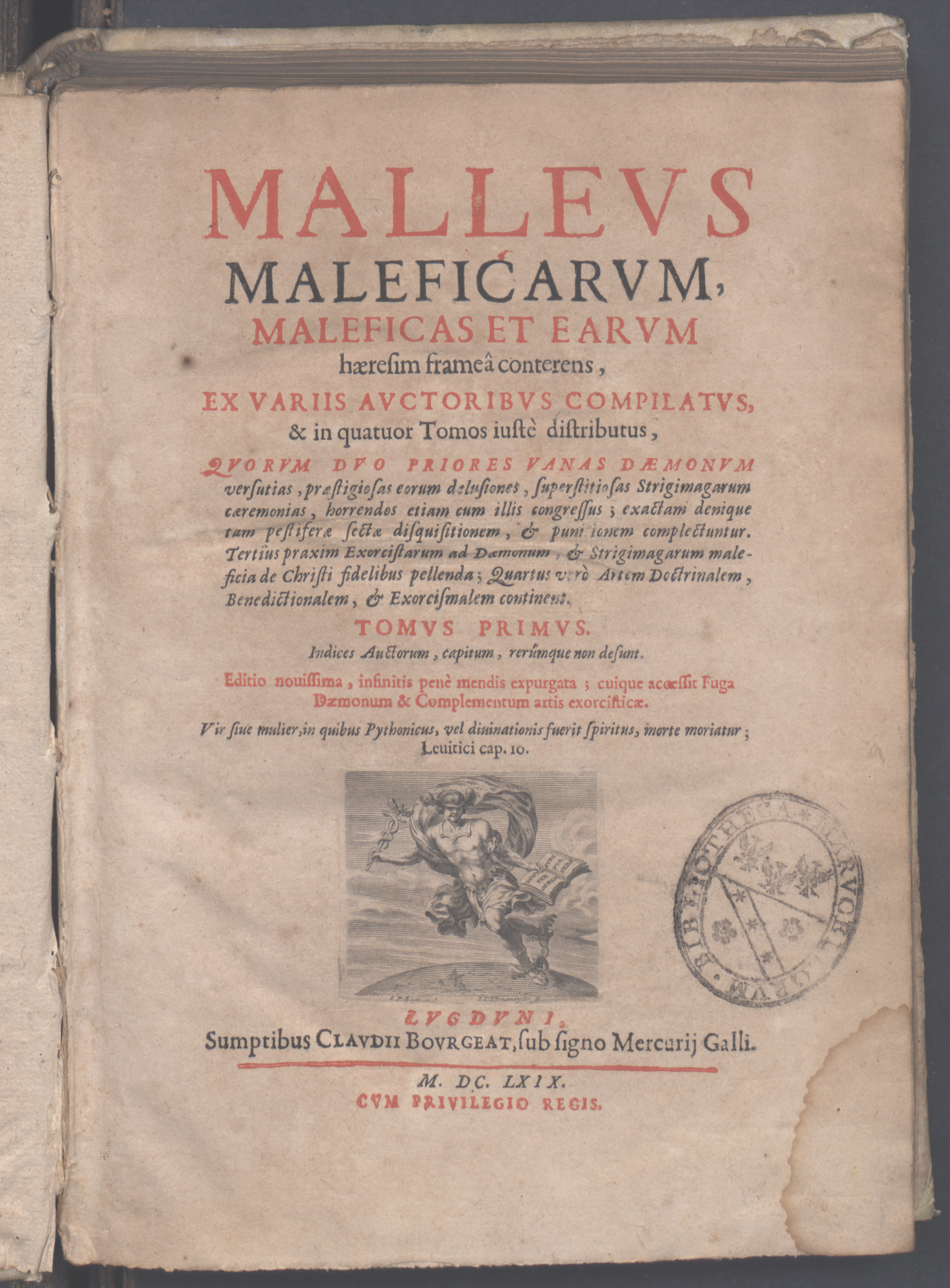
Титульный лист «Malleus Maleficarum»

- «Мадьярский фольклор» (англ. Magyar Folklore) — этнографическая книга вымышленного автора Дорнли, описывающая некоторые венгерские суеверия, связанные с «Чёрным монолитом» в долине Стрегойкавар. Упоминается в рассказе Роберта Говарда «Чёрный камень» (1931).

### Malleus Maleficarum
Основная статья: Молот ведьм
- «Молот ведьм» (лат. Malleus Maleficarum, нем. Hexenhammer) — реально существующая книга, трактат по демонологии папских инквизиторов Генриха Крамера и Якоба Шпренгера, изданный в Германии в 1487 году и с той поры являющийся настольной книгой для «охотников на ведьм». Упоминается в рассказе «Неименуемое» Лавкрафта и «Комната с заколоченными ставнями», «Наследство Пибоди» Августа Дерлета (1959).

### Миры внутри миров
- «Миры внутри миров» (англ. Worlds Within Worlds, дат. Verdener Inden Verdener) — вымышленная книга на датском языке из библиотеки ван Гугстратена, обнаруженная Джоном Кированом в заброшенном датском поместье в городке Старый Датчтаун (штат Нью-Йорк). Упоминается в рассказе Роберта Говарда и Августа Дерлета «Дом, окружённый дубами» (англ. The House in the Oaks, издан в 1971).

### Мифы современных первобытных народов в свете текста Р’льеха

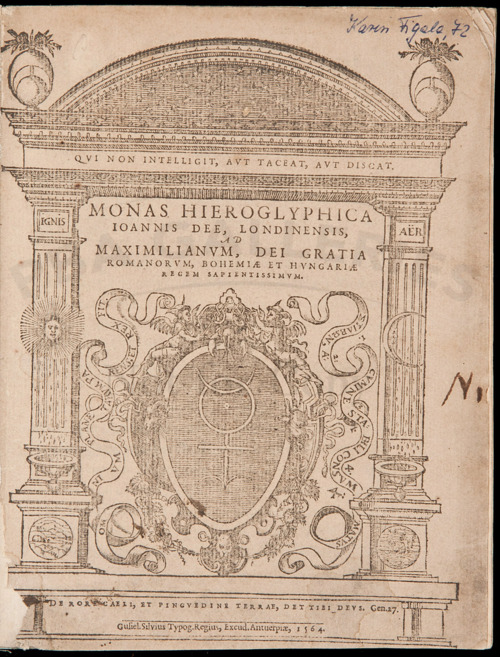
Титульный лист издания Джона Ди «Monas Hieroglyphica» (1564 год)

- «Мифы современных первобытных племен в свете текста Р’льеха» (англ. An Investigation into Myth-Patterns of Latter-Day Primitives with Especial Reference to the R'lyeh Text) — вымышленная книга профессора Лабана Шрусбери из серии рассказов Августа Дерлета «След Ктулху» и романа "Таящийся у порога", также упоминаемый в повести "Зот-Оммог/Ужас в галерее" Лина Картера и в рассказе Петера Ф. Гюнтера «The Waite Inheritance» (2000).

### Monas Hieroglyphica
- «Иероглифическая монада» (лат. Monas Hieroglyphica, полное название «Monas hieroglyphica Ioannis Dee, Londinensis, ad Maximilianvm, Dei gratia Romanorvm, Bohemiae et Hvngariae regem sapientissimvm») — реально существующая книга Джона Ди, описывающая алхимические символы. Написана на латинском языке, издана в 1564 году. Упоминается в рассказе Роберта Говарда и Августа Дерлета «Дом, окружённый дубами» (англ. The House in the Oaks, издан в 1971).

## Н

### Некрономикон
Основная статья: Некрономикон

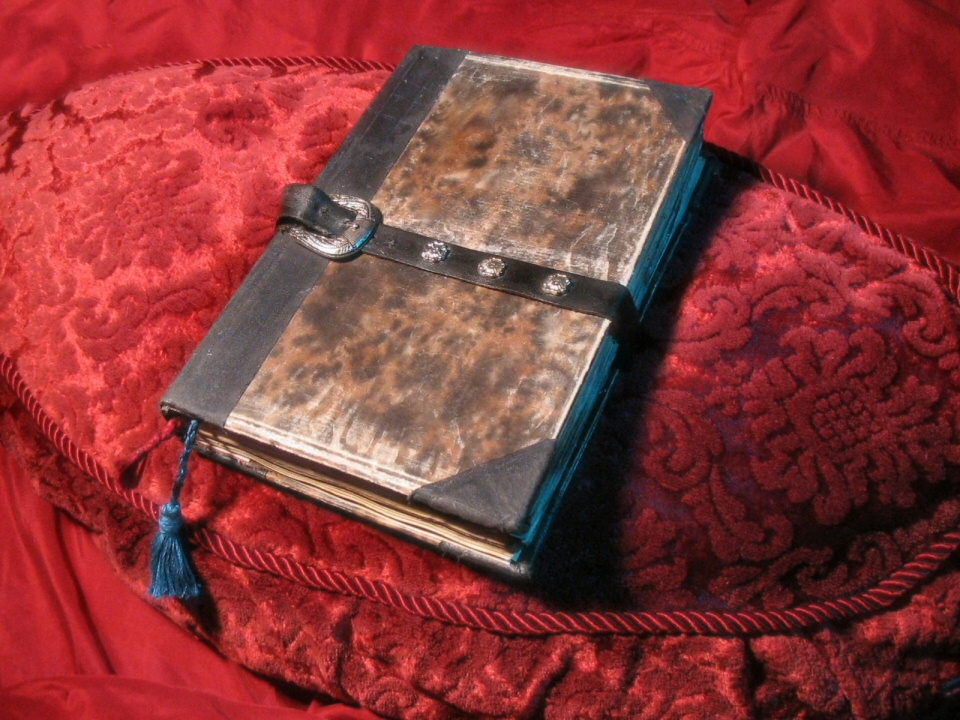
Некрономикон, изготовленный поклонником Лавкрафта

- «Некрономикон» (англ. Necronomicon) — знаменитая вымышленная книга об оживлении мертвецов, принадлежащая безумному арабу Абдулу Альхазреду. Упоминается более, чем в 50 произведениях из мифоцикла Ктулху.

### Необъяснимые происшествия, имевшие место в новоанглийском Канаане
- «Необъяснимые происшествия, имевшие место в новоанглийском Ханаане, описанные преподобным Уордом Филлипсом, пастором Второй церкви города Аркхэм на берегу Массачусетского залива» (англ. Thaumaturgicall Prodigies in the New-English Canaan) — вымышленная книга, упоминается в романе Августа Дерлета «Затаившийся у порога» (1945) и рассказе Лина Картера "Рукопись, найденная в лесах Вермонта".

### Ночной страдалец
- «Ночной страдалец» (англ. Night-Gaunt) — вымышленная книга из рассказа Роберта Блоха «Тёмный демон» (англ. The Dark Demon, 1936).

## О

### Об отсылании души
- «Об отсылании души» (англ. On the Sending Out of the Soul) — вымышленная брошюра из рассказа Генри Каттнера «Гидра» (англ. Hydra, 1939). Книгу издал культ гидромантов в Салеме, она содержит описание эзотерических практик «астральной проекции». Брошюра размером 4 на 5 дюймов на восьми страницах содержит семь страниц «банальных софизмов мистицизма», а на последней странице даны инструкции о том, как проецировать свое астральное «я». Однако, инструкция обманчива: те, кто следует указаниям, приводят к обезглавливанию других, которых затем кормит внепространственная сущность, получившая название Гидра, и их души навсегда попадают в состояние крайней боли.

### Обитатели Глубин
Основная статья: Cthäat Aquadingen
- «Обитатели Глубин» (англ. Denizens of the Deep) — вымышленная книга Гастона Ле Фе, по всей видимости является поздним французским изданием «Cthäat Aquadingen». Упоминается в повести Брайана Ламли «Дом над прудом» (англ. The House of the Temple, 1980).Страница из книги Готье де Меца «Образ мира», издание XIV века

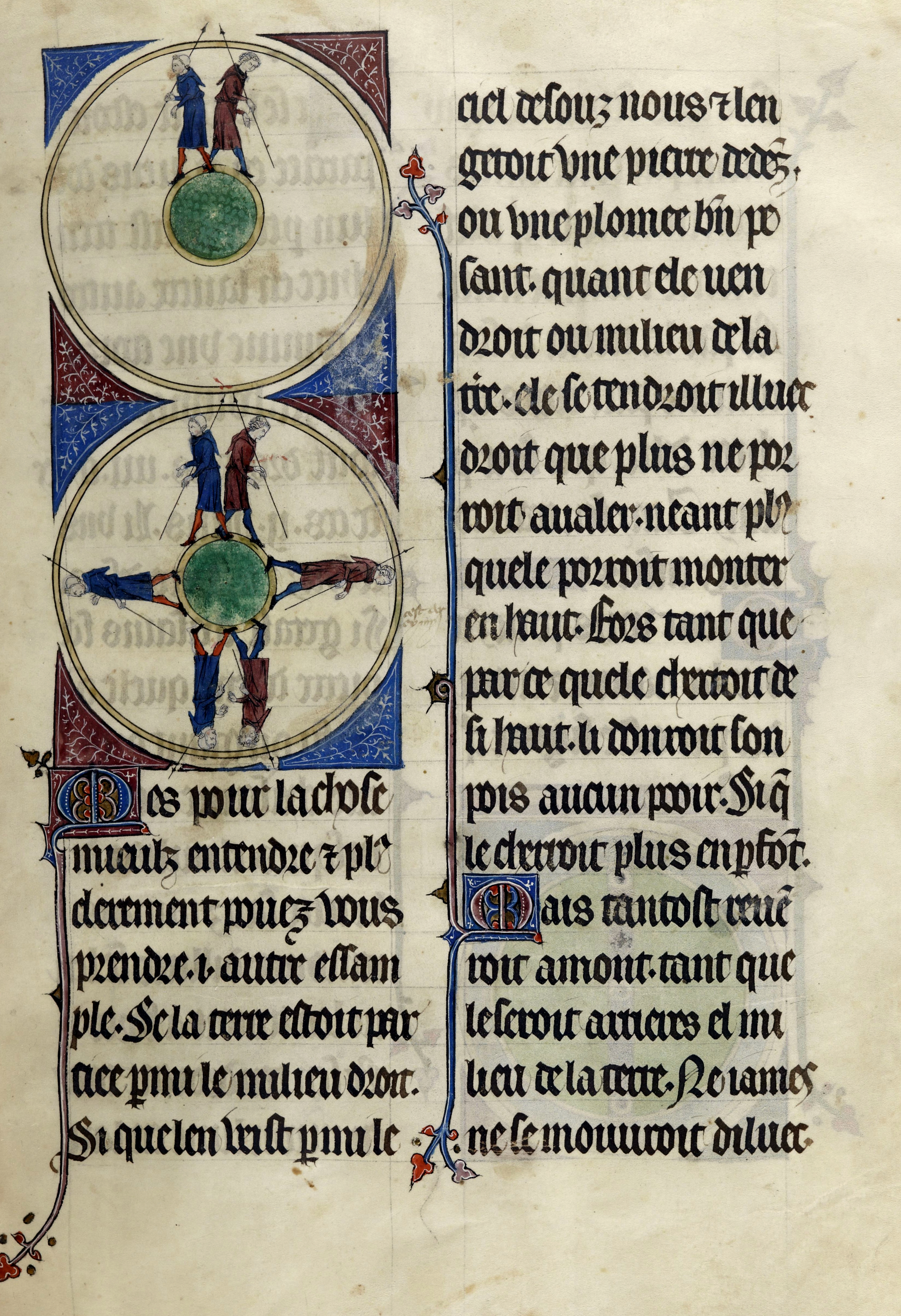
Страница из книги Готье де Меца «Образ мира», издание XIV века

### Образ мира
Основная статья: Imago Mundi
- «Образ мира» (фр. L'image du Monde, лат. Imago Mundi) — реально существующая поэма французского поэта эпохи Возрождения Готье де Меца (1245 год). Энциклопедическое собрание средневековых представлений о мире в стихах. Памятник дидактической литературы. Упоминается в рассказе Лавкрафта «Безымянный город» (англ. The Nameless City, 1921).

### О дьявольских заклинаниях, сотворённых в Новой Англии демонами в нечеловеческом обличье
- «О дьявольских заклинаниях, сотворённых в Новой Англии демонами в нечеловеческом обличье» (англ. Of Evil Sorcerers done in New England of Daemons in no Humane shape) — вымышленная книга из повести Августа Дерлета «Затаившийся у порога» (1945). Также упоминается в рассказе Роберта М. Прайса «Круглая башня» (англ. The Round Tower, 1990).

### Occultus
- «Сокровенные знания» (лат. Occultus) — вымышленная книга из рассказа Роберта Блоха «Секрет в могиле» (англ. The Secret in the Tomb, 1935).

### Откровения Хали
Основная статья: Хали

### Откровения Глааки
…Ибо даже приспешники Ктулху не смеют называть имя И’голонака; однако ж наступит время, когда И’голонак придет из бездны вечности и вновь объявится меж людьми…
Основная статья: Откровение Глааки
- «Откровение Глааки» (англ. Revelations of Glaaki) — вымышленное эзотерическое сочинение в двенадцати томах, придуманное Рэмси Кемпбеллом. Также упоминается в произведениях Брайана Ламли, вошедших в сборник «Мифы Ктулху» (англ. The Taint and Other Novellas, 2007) — рассказ «Ужас в Оукдине» (англ. The Horror at Oakdeene, 1977), повесть «Дом над прудом» (англ. The House of the Temple, 1980).

### Отчёт Йохансена
- «Отчёт Йохансена» (англ. The Johansen Narrative) — вымышленная рукопись с изложением рассказа норвежского моряка Густава Йохансена. Упоминается в списке оккультных книг в повести Брайана Ламли «Дом над прудом» (англ. The House of the Temple, 1980).

## П

### Пергамент Селима Багадура
Основная статья: Чёрный камень
- «Пергамент Селима Багадура» (англ. Parchment of Selim Bahadur) — вымышленный манускрипт XVI века, написанный на турецком языке. Повествует о древневенгерском культе Ксутлтана и Чёрном Монолите. К пергаменту Багадура прилагался ключ-амулет, упоминаемый в книге фон Юнцта «Сокровенные культы». Впервые упоминается в рассказе Роберта Говарда «Чёрный камень» (1931).

### Пергаменты Пнома
- «Пергаменты Пнома» (англ. Parchments of Pnom) — вымышленная гиперборейская рукопись, придуманная Кларком Эштоном Смитом в 1934 году. Книга, написанная Пномом, ведущим специалистом по генеалогии и провидцем Гипербореи, содержит родословную Тсатхоггуа, инструкции по созданию тройного круга защиты и множество заклинаний, как незначительных, так и сильных, предназначенных специально для использования против духов холодного севера. Некоторые части Пергаментов намекают на то, что происхождение человечества было более неприятным, чем нам хотелось бы думать. В них также говорится про невидимых существ, которые отбрасывают тень при свете луны.

Упоминается: Кларк Эштон Смит — статья «Пергаменты Пнома» (англ. The Parchments of Pnom, 1934), рассказ «Пришествие Белого Червя» (англ. The Coming of the White Worm, 1941); Лин Картер — рассказ «Безумие вне времени» (англ. The Madness Out of Time, 1986), рассказ «Сны чёрного лотоса» (англ. Dreams of the Black Lotus, 1987), рассказ «The Life of Eibon According to Cyron of Varaad» (1988).

### Передача зрения
- «Передача зрения» (англ. We Pass From View) — вымышленная оккультная книга религиозного фанатика Роланда Франклина, из рассказа Рэмси Кемпбелла «Параграфы Франклина» (англ. The Franklyn Paragraphs, 1973).

### Песнопения Дхол
- «Песнопения Дхол» (англ. Dhol Chants) — вымышленная книга из рассказа Лавкрафта «Ужас в музее» (англ. The Horror in the Museum, 1932), написанном в соавторстве с Хэйзел Хелд. Китайская копия этой книги с Плато Ленг была обнаружена в азиатском монастыре в 1650 году, и с тех пор появились английские копии. В книге описаны существа, известные как "Дхолы". Книгу упоминают: Август Дерлет — повесть «Затаившийся у порога» (англ. The Lurker at the Threshold, 1945), рассказ «Пришелец из космоса» (англ. The Shadow Out of Space, 1957), рассказ «Слуховое окно» (англ. The Gable Window, 1957); в рассказе Гэри Майерса «Yohk the Necromancer» (1975) и у некоторых других авторов. Дхолы появляются в рассказе «Белые люди» Артура Мейкена.

### Песнь Йсти
- «Песнь Йсти» (англ. Song of Yste) — вымышленная книга.

### Писание Понапе
Основная статья: Писание Понапе
- «Писание Понапе» (англ. Ponape Scripture) — вымышленная древняя рукопись жреца Имаш-Мо, из рассказа Лина Картера «Вне эпох» (англ. Out of the Ages, 1975). Рукопись была найдена капитаном Авениром Эзекая Хогом на Каролинских островах около 1734 года. Текст на языке континента Му повествует о культах Гатаноа и Дагона, истории континента Му. Оказала влияние на доктрину инсмаутского «Тайного ордена Дагона».

### Пнакотические манускрипты

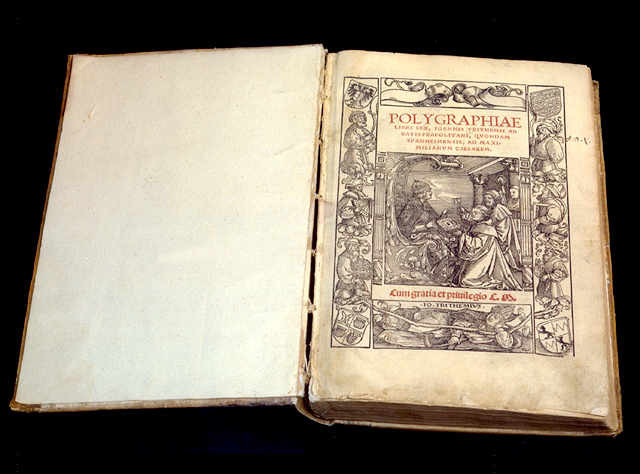
Книга Иоганна Тритемия «Polygraphia» (1518)

Основная статья: Пнакотические манускрипты
- «Пнакотические манускрипты» (англ. Pnakotic Manuscripts) — вымышленные манускрипты из города Пнакотус, столицы державы Великой Расы Йит, из рассказа Лавкрафта «Полярис» (англ. Polaris, 1918).

### Полиграфия

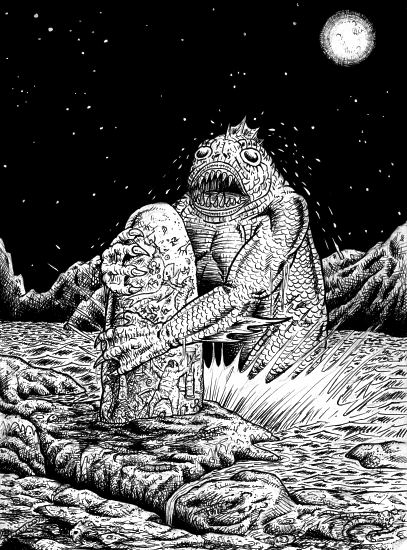
Дагон в представлении художников

- «Полиграфия» (англ. Polygraphia) — реально существующая книга Иоганна Тритемия. Упоминается в рассказе Лавкрафта «Данвичский ужас» (англ. The Dunwich Horror, 1929).

### Призывание Дагона
- «Призывание Дагона» (англ. Invocations to Dagon) — вымышленная книга из рассказа Августа Дерлета «Чёрный остров» (англ. The Black Island, 1952).

## Р

### Реквием Шаггай
- «Реквием Шаггай» (лат. Massa di Requiem per Shuggay, англ. Requiem for Shaggai) — вымышленная запрещённая опера композитора Беневенто Кьети Бордигера, написанная в 1768 году. Опера посвящена катастрофической гибели зловещей планеты Шаггай. Партитура и либретто оперы были уничтожены согласно особому эдикту папы Климента XII. Упоминается в рассказе Рэмси Кэмпбелла «Насекомые из Шаггайя» (англ. The Insects from Shaggai, 1964).

### Regnum Congo
- «Королевство Конго» или «Регнум Конго» (лат. Regnum Congo) — реально существующий географический труд[10] итальянского путешественника Антонио Пигафетта (издание 1591 года). Впервые упоминается в рассказе Лавкрафта «Картинка в старом доме» (1920), где книга проявляет свою магическую сущность, как гримуар, и сама открывается на странице о каннибализме.

### Роющий землю
Основная статья: Роберт Харрисон Блейк
- «Роющий землю» (англ. The Burrower Beneath) — вымышленная мистическая повесть Роберта Блейка из произведения Лавкрафта «Обитающий во Тьме» (1936). Также, это название использовал Брайан Ламли в своём романе «The Burrowers Beneath» (1974).

## С

### Sadducismus Triumphatus
- «Торжествующий садуцизм» (лат. Sadducismus Triumphatus) — реально существующая теологическая книга Джозефа Гленвилла (1681). Упоминается в рассказе Лавкрафта «Праздник» (англ. The Festival, 1925).

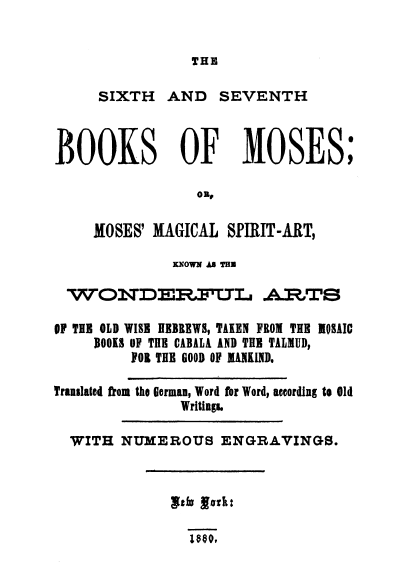
Титульный лист «Шестая и седьмая книги Моисея»
(1880, Нью-Йорк)

### Сассекский манускрипт
- «Сассекский манускрипт» (англ. Sussex Manuscript) — вымышленная древняя рукопись Фреда Пелтона, который представил ее перевод оккультного текста эпохи Возрождения под названием Cultus Maleficarum. Текст посвящен вымышленному Фредерику I, барону Сассекскому, и датирован 1598 годом. Рукопись содержит четыре книги: первая посвящена мифам до пришествия Ктулху, вторая - правлению Ктулху и его свержению, третья - обрядам и ритуалам культа, а четвертая - книге пророчеств. Пелто предложил опубликовать рукопись Августу Дерлету и он упоминал «Ущелье близ Салапунко» (англ. The Gorge Beyond Salapunco, 1949), но, изучив, черновик с ее содержанием категорически отказался включать ее в Мифы Ктулху. Текст Пелтона в конечном итоге был опубликован в сборнике "Склеп Ктулху" за Пасхальную ночь 1989 года Роберта Прайса и включен в его книгу «The Necronomicon: Selected Stories and Essays Concerning the Blasphemous Tome of the Mad Arab» ("Chaosium", 1996).

### Свиток Морлока
- «Свиток Морлока» (англ. The Scroll of Morloc) — вымышленный текст, хранившийся в гиперборейском святилище Тсатхоггуа. Упоминается в рассказе Лина Картера «Свиток Морлока» (1975).

### Седьмая книга Моисея
Основная статья: Пятикнижие
См. также: Шестая и седьмая книга Моисея
- «Седьмая книга Моисея» (англ. The Seventh Book of Moses) — оккультное дополнение к Ветхому Завету (Пятикнижию), пособие по черной магии, появившееся в Германии в XVIII веке, вместе с «Шестой Книгой Моисея» сходного содержания, и завезённое в Америку немецкими колонистами. Упоминается в рассказе Августа Дерлета «Дом в долине» (англ. The House in the Valley, 1953).

### «Семь загадочных книг Хсана»
- «Семь загадочных книг Хсана» (англ. Seven Cryptical Books of Hsan) — вымышленные книги авторства некоего Хсана из рассказа Лавкрафта «Другие боги» (англ. The Other Gods, 1921).

### Симоникон
Основная статья: Некрономикон Симона
- «Симоникон» (англ. Simon Necronomicon, также «Некрономикон Симона») — одна из наиболее известных книг, претендующих на звание подлинного Некрономикона. Книга издана в 1977 году издательством Schlangekraft, Inc. ограниченным тиражом. В 1980 году книга вышла в издательстве Avon, и с тех пор является самой популярной версией Некрономикона.

### Скрижали Занту
- «Скрижали Занту» или «Таблички Занту» (англ. Zanthu Tablets) — вымышленные письменные таблицы из рассказа Лин Картера. «Обитатель гробницы» (англ. The Dweller in the Tomb, 1971), а также «Мерзость из бездны», «Алая Жертва» и других. Таблички содержат откровения Занту, колдуна и жреца Итогты с континента Му. Эта серия оккультных сочинений была найдена исследователем Гарольдом Коуплендом в 1913 году во время своей экспедиции в Монголию, а позже переведена им на английский язык с Наакаль (языка в Му).

### Следы исчезнувших империй
- «Следы исчезнувших империй» (англ. Remnants of Lost Empires) — историко-археологическая книга вымышленного немецкого автора Отто Достмана. Упоминается в рассказе Роберта Говарда «Чёрный камень» (1931).

### Сокровенные культы
Основная статья: Unaussprechlichen Kulten
Оккультное фундаментальное исследование немецкого барона фон Юнцта, написана в 1839 году. Книга придумана Робертом Говардом в 1930 году. Впервые упоминается в его рассказе «Дети ночи» (опубликован в 1931). Одна из наиболее цитируемых книг во вселенной Ктулху (после Некрономикона) — упоминается более, чем в 30 литературных произведениях различных авторов, кроме того часто на неё ссылаются в современных музыкальных композициях, главным образом в стиле дэт-метал и блэк-метал, а также во многих кинофильмах, компьютерных и настольных играх. Книга «Unaussprechlichen Kulten» стала объектом многочисленных мистификаций.
- «Безымянные культы» (англ. Nameless Cults) — название для этой книги, встречающееся в произведениях Роберта Говарда.
- «Чёрная книга» (англ. The Black Book) — наименование немецкого первоиздания (1839, Дюссельдорф).
- «Unaussprechlichen Kulten» (рус. Непроизносимые культы) — немецкий вариант названия, предложенный Августом Дерлетом.
- «Неопубликованная рукопись» (англ. Unpublished manuscript) — упоминается в рассказе Роберта Говарда «Чёрный камень» (1931).

### Ступени склепа
Основная статья: Роберт Харрисон Блейк

## Т

### Таблички Нхинг
- «Таблички Нхинг» (англ. The Tablets of Nhing) — вымышленные гравированные таблицы с планеты Йаддит. Упоминаются в рассказе Лавкрафта и Хоффмана Прайса «Врата серебряного ключа» (1933).

### Таинства червя
Основная статья: De Vermis Mysteriis
- «Таинства червя» (лат. De Vermis Mysteriis) — вымышленная книга, такого же вымышленного автора Людвига Принна, которая была придумана Робертом Блохом в 1935 году. Одна из основных чёрных книг мифоцикла Ктулху. Хотя она появилась в творчестве Роберта Блоха, но её латинское название придумал Лавкрафт, который ссылается на неё в произведениях: «За гранью времён», «Дневник Алонсо Тайпера», «Единственный наследник» и «Обитающий во Тьме». Эту книгу упоминает Стивен Кинг в рассказе «Жребий Иерусалима» и в романе «Возрождение».

### Тарсиоида псалмы
- «Псалмы Тарсиоида» (англ. Tarsioid Psalms) — вымышленная книга из рассказа Рэмси Кемпбелла «Обитатель озера» (англ. The Inhabitant of the Lake, 1964).

### Текст Р’льеха
Основная статья: Текст Р’льеха
- «Текст Р’льеха» (англ. R’lyeh Text) — вымышленный манускрипт из рассказа Августа Дерлета «Дом на Кервен-стрит» (англ. The House on Curwen Street, 1944).

### Thesaurus Chemicus
- «История химии» (лат. Thesaurus Chemicus) — реально существующая книга Роджера Бэкона (1541) из романа Лавкрафта «Случай Чарльза Декстера Варда» (1927).

### Трактат о Цифрах и Тайнописи
- «Трактат о Цифрах и Тайнописи» (фр. Traicté des Chiffres ou Secrètes Manières d’Escrire) — реально существующее криптографическое исследование французского алхимика Блеза де Виженера (1586). Упоминается в рассказе Лавкрафта «Данвичский ужас» (1929).

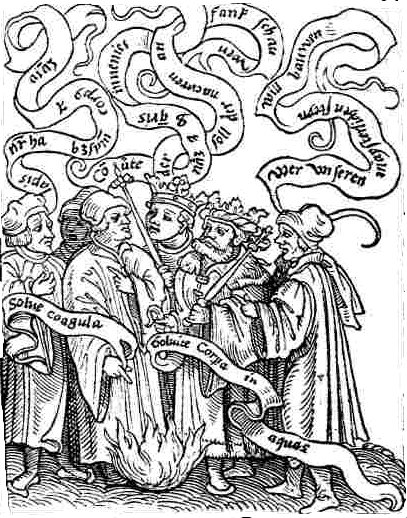
Иллюстрация из книги «Turba Philosophorum»

### Turba Philosophorum
Основная статья: Turba Philosophorum
- «Turba Philosophorum» (рус. Собрание философов) — реально существующая книга, старейший в Европе трактат по алхимии, переведённый текст «Пикатрикс»[11] с арабского на латынь около 900 года. Упоминается в романе Лавкрафта «Случай Чарльза Декстера Варда» (1927).

### Турецкие войны
- «Турецкие войны» (англ. Turkish Wars) — научный труд вымышленного историка Ларсона, из рассказа Роберта Говарда «Чёрный камень» (1931). В книге описываются события, произошедшие в венгерской долине Шомвааль, связанные с гибелью графа Бориса Владинова в 1526 году.

## У

### Unter Zee Kulten
- «Глубоководные культы» (нем. Unter Zee Kulten) — вымышленная книга, придуманная Карлом Якоби, входящая в серию книг, упомянутых в его рассказе «Аквариум» (1962). Упоминается в повести Брайана Ламли «Дом над прудом» (англ. The House of the Temple, 1980). Книга посвящена тайнам моря, но «все копии... предположительно были уничтожены в семнадцатом веке», хотя, пиратская версия все еще существует.
- «Уралте Шреккен» (нем. Uralte Schrecken) — трактат о древних религиозных культах, написанный таинственным графом Эриком фон Кенненбергом (нем. Graf Eric von Könnenberg). Написан на немецком языке, около 1850 г. Среди прочего, он повествует миф о Йидре и Нгир-Корате, в значительной степени концентрируясь на главном существе Мландоте. Появляется в рассказе «Вторая жена книготорговца», Уолтера К. ДеБилл-младшего.

## Ф

### Фрагменты Салено
- «Фрагменты Салено» (англ. Celaeno Fragments, также рус. Записки Челено и рус. Черепки Целано) — вымышленные текстовые фрагменты внеземного происхождения, из Великой Библиотеки Салено, придуманные Августом Дерлетом и включены в мифологию Лавкрафта в 1944 году. В 1915 году интерпретацию этих таинственных текстов осуществил профессор Мискатоникского университета Лабан Шрусбери. Фрагменты короткие, они составляют всего пятьдесят страниц заметок Шрусбери, который видел оригинальные разбитые, каменные таблички в Великой Библиотеке Селено, датируемые, как он утверждал серединой триасового периода. Археологические экспедиции впоследствии обнаружили каменные осколки, на которых были написаны части фрагментов, и копия также появилась позже в завещании Амоса Таттла (Amos Tuttle), переданном Библиотеке Мискатоникского Университета. Содержание может включать информацию о Короле в Жёлтом и Каркозе, и Глубоководных.

«Фрагменты Келено» упоминаются: в рассказах Августа Дерлета — «След Ктулху» (англ. The Trail of Cthulhu, англ. The House on Curwen Street, 1944), «Слуховое окно» (англ. The Gable Window, 1957), «Пришелец из космоса» (англ. The Shadow Out Of Space, 1957), «Комната с заколоченными ставнями» (англ. The Shuttered Room, 1959); в рассказе Лина Картера «Под маской» (англ. Behind the Mask, 1987).

### Фрагменты Г’харна
Основная статья: Фрагменты Г’харна
- «Фрагменты Г’харна» (англ. G'harne Fragments) — вымышленное собрание древних текстов из произведений Брайана Ламли. Отдельные части каменной плиты с текстом о древнем африканском городе Г’харн, интерпретацию и перевод которых осуществил сэр Эймери Уэнди-Смит. Текст представляет собой надписи на груде растрескавшихся старинных черепков. Тексты повествуют о гибели города глубоководных в городе Гелл Хо и обитавших в нем шогготов. Фрагменты создала цивилизация, противостоящая расе могучих червей-хтонианцев. Перевод хранятся в Британском музее.

«Фрагменты Г’харна» упоминаются в произведениях Брайана Ламли: в рассказах — «Цементные стены» (англ. Cement Surroundings, 1969), «Призывающий Тьму» (англ. The Caller of the Black, 1971), «Ужас в Оукдине» (англ. The Horror at Oakdeene, 1977); в повестях «В подземельях» (англ. In the Vaults Beneath, 1971), «Дом над прудом» (англ. The House of the Temple, 1980).

## Х

### Horrid Mysteries
Основная статья: Horrid Mysteries
- «Ужасающие таинства» (англ. Horrid Mysteries) — реально существующая книга, английское переводное издание немецкого готического романа Карла Фридриха Августа фон Гроссе «Der Genius» (1795), выпущенное в лондонском издательстве Minerva Press в 1796 году. Книга фон Гроссе является прямым прототипом вымышленной книги фон Юнцта «Сокровенные культы»[12]. «Horrid Mysteries» впервые упомянута в рассказе Роберта Говарда «Дети ночи» (написан в 1930 году).

### Хтаат Аквадинген
Основная статья: Cthäat Aquadingen
- «Хтаат Аквадинген» (нидерл. Cthäat Aquadingen, рус. Закон Глубоководных, также Ктхаат Аквандинген) — вымышленная древняя рукопись XI века неизвестного автора, написанная на смеси голландского языка и латыни, повествующая о Глубоководных созданиях морей. Также известна под названием «Чёрная книга» (как и «Сокровенные культы»). Впервые упоминается в рассказе Брайана Ламли «Кипрские раковины» (англ. The Cyprus Shell, 1968), также в его произведениях, вошедших в сборник «Мифы Ктулху» (англ. The Taint and Other Novellas, 2007) — рассказ «Ужас в Оукдине» (англ. The Horror at Oakdeene, 1977), повесть «Дом над прудом» (англ. The House of the Temple, 1980).
- «Шестая Сатхлатта» — один из разделов книги «Хтаат Аквадинген», включающий информацию о существе Йиб-Тстл и инструкцию для его вызова из мира снов (рассказ Ламли 1977 года «Ужас в Оукдине»).

## Ш

### Шаггай
Основная статья: Роберт Харрисон Блейк
- «Шаггай» (англ. Shaggai) — вымышленная мистическая повесть Роберта Блейка из произведения Лавкрафта «Обитающий во Тьме» (1936). Также, это название использовал Лин Картер в своём рассказе «Shaggai» (1971).

## Ч

### Чёрные обряды
- «Чёрные обряды» (англ. The Black Rites) — вымышленная оккультная книга египетского жреца Лавеха-Керапха из рассказа Роберта Блоха «Самоубийство в студии» (англ. The Suicide in the Study, 1935). также упоминается: Лин Картер — повесть «Zoth-Ommog» (1976), рассказ «Tatters of the King» (1993); Ричард Л. Тирни — рассказ «Проклятье Крокодила» (англ. Curse of the Crocodile, 1987).

### Чёрный монолит
Основная статья: Чёрный камень (рассказ)
- Чёрный монолит (англ. The Black Monolith) — древний венгерский мегалит с неизвестными текстами (иероглифами) из рассказа Роберта Говарда «Чёрный камень» (1931). Предположительно, содержит тексты о подземной цивилизации Ксутлтан. Также имеется второй подобный объект, расположенный на полуострове Юкатан.

### Чжоу тексты
Основная статья: Тексты Чжоу
- «Тексты Чжоу» (англ. Zhou Texts) — вымышленный манускрипт китайской императорской династии Чжоу. Упоминается в романе Джозефа С. Пулвера «Адепт ночного кошмара» (англ. Nightmare's Disciple, 1999).

### Чудеса науки
- «Чудеса науки» (англ. Marvels of Science) — вымышленная книга Морристера из рассказа Амброза Бирса «Человек и змея» (1890). Упоминается в повести Говарда Лавкрафта «Праздник» и «Зов Ктулху» (1926).

## Э

### Эльтдаунские таблицы
Основная статья: Эльтдаунские таблицы
- «Эльтдаунские таблицы» (англ. Eltdown Shards) — вымышленные текстовые фрагменты, были обнаружены в местечке Эльтдаун, в Южной Англии. Упоминаются в рассказе Ричарда Ф. Сирайта «The Sealed Casket» (1935).